# Serguei Sóbolev
Serguei Sóbolev (rus: Сергей Львович Соболев)  (Sant Petersburg, 23 de setembre de 1908 (Julià) - Moscou, 3 de gener de 1989) va ser un matemàtic i físic soviètic.

## Vida i Obra
Fill d'un conegut advocat i nascut a Sant Petersburg, la família es va traslladar el 1919, en plena guerra civil, a Kharkov, fugint de la fam. Després de morir el seu pare, el 1922 va retornar amb la seva mare a Sant Petersburg, on va acabar els estudis secundaris el 1924. Com que només tenia setze anys, no va poder ingressar a la universitat va anar a estudiar piano al First State Art Studio. L'any següent es va matricular a la facultat de física i matemàtiques de la universitat de Sant Petersburg, en la qual es va graduar el 1929. Després de graduar-se va treballar a l'institut sismològic de l'Acadèmia de Ciències Soviètica on, juntament amb el seu mestre, Vladímir Smirnov, va descobrir un mètode per resoldre els complicats problemes de la propagació de les ones sísmiques.
El 1932 va començar a treballar a l'Institut Steklov de Matemàtiques i el 1934, quan l'Institut va ser traslladat a Moscou ell també se n'hi va anar. Va ser director de l'Institut durant el temps en què aquest es va haver de traslladar a Kazan per culpa de la Segona Guerra Mundial (1941-1944). Des de 1943 fins a 1956, com assistent d'Ígor Kurtxàtov, va participar activament en el programa atòmic soviètic.
El 1957, juntament amb Mikhaïl Lavréntiev i Serguei Khristianovitx, van ser els fundadors de la Branca Siberiana de l'Acadèmia de Ciències de la Unió Soviètica i es va traslladar a viure a Novossibirsk on va ser professor de la seva recent creada universitat des de 1960 fins a 1978. Durant tot el temps que va viure a Novossibirsk, va dirigir l'Institut de Matemàtiques de l'Acadèmia. El 1984 va deixar els seus càrrecs a Sibèria i va tornar a Moscou, on va morir el 1989.
Sóbolev és recordat pels espais que porten el seu nom, uns espais funcionals especialment adaptats a la resolució dels problemes d'equacions en derivades parcials, i pel teorema d'incrustació que també porta el seu nom. Va ser un dels introductors de l'aparell matemàtic de la nova física no determinista.